# Celinski mahagoni
Celinski mahagoni (znanstveno ime Swietenia macrophylla) je vrsta rastline iz družine melijevk (Meliaceae). Je ena od treh vrst, ki dajejo pravi les mahagonija (Swietenia), drugi sta Swietenia mahagoni in Swietenia humilis. Doma je v Južni Ameriki, Mehiki in Srednji Ameriki, vendar se je naturaliziral na Filipinih, v Singapurju, Maleziji in na Havajih in ga gojijo v nasadih in vetrolomih drugod.

## Opis

### Les
Mahagonijev les je močan in je običajno vir za pohištvo, glasbila, ladje, vrata, krste, dekorje.

### Listi
Za celinski mahagoni so značilni veliki listi (do 45 cm dolgi). Lističev je enako število in so povezani s sredinsko sredino.

### Plodovi
Plodove imenujemo 'nebeški sadeži' zaradi rasti navzgor proti nebu. Plodovi mahagonija lahko merijo do 40 cm v dolžino, v svetlo sivi do rjavi ovojnici. Vsaka kapsula lahko vsebuje 71 krilatih semen.

### Semena
Semena mahagonija lahko dosežejo dolžino od 7 do 12 cm.

## Les
Za razliko od mahagonija, pridobljenega iz njegovih domačih lokacij, trgovina z mahagonijem na plantažah, pridelan v Aziji, ni omejena. Mahagonijev les, pridelan na teh azijskih plantažah, je danes glavni vir mednarodne trgovine s pravim mahagonijem. Azijske države, ki gojijo večino Swietenia macrophylla, so Indija, Indonezija, Malezija, Bangladeš, Fidži, Filipini, Singapur in nekatere druge, pri čemer sta Indija in Fidži glavna svetovna dobavitelja. Drevo je posajeno tudi v PDR Laos.

## Medicinska uporaba
Znanstveno so ga raziskali zaradi različnih bioloških aktivnosti. Pojasnjen je bil podroben mehanizem delovanja učinka indukcije apoptoze na celično linijo rakavih celic HCT116. Z ekstrakcijo s topilom in frakcioniranjem, opravljenim na semenih Swietenia macrophylla, so frakcijo etil acetata (SMEAF) dodatno pregledali glede njene nevroprotektivne aktivnosti in učinkov akutne toksičnosti. Različne prečiščene spojine, pridobljene iz Swietenia macrophylla, so bile nadalje preučene in pokazalo se je, da imajo močno aktivnost vezave PPARγ, ki bi lahko spodbudila privzem glukoze v mišičnih celicah.
Etil acetatno frakcijo iz semen Swietenia macrophylla (SMEAF) so proučevali glede protivnetnih lastnosti z uporabo mikroglije BV-2, inducirane z lipopolisaharidom (LPS). SMEAF je znatno oslabil z LPS povzročeno proizvodnjo dušikovega oksida (NO), inducibilne sintaze dušikovega oksida (iNOS), ciklooksigenaze-2 (COX-2), faktorja tumorske nekroze-α (TNF-α) in interlevkina-6 (IL-6). ). SMEAF je zaviral jedrsko translokacijo jedrskega faktorja kapa B (NF-κB) prek oslabitve fosforilacije IκBα. Poleg tega je SMEAF izrazito zavrl fosforilacijo Akt, p38 mitogen-aktivirane proteinske kinaze (MAPK) in zunajcelične signalno regulirane kinaze 1/2 (ERK1/2) v celicah BV-2, induciranih z LPS. Zdravljenje s specifičnimi zaviralci za Akt, NF-κB, p38 in ERK1/2 je povzročilo oslabitev ekspresije proteina iNOS in COX-2. Te ugotovitve so pokazale, da ima SMEAF protivnetne aktivnosti v celicah BV-2 z moduliranjem LPS-inducirane produkcije vnetnega mediatorja preko inhibicije Akt-odvisne aktivacije NF-κB, p38 MAPK in ERK1/2. Ti rezultati nadalje zagovarjajo potencialno uporabo S. macrophylla kot nutracevtika za posredovanje nevrodegenerativnih in nevrovnetnih motenj.
Obstajajo tudi trditve o njegovi sposobnosti izboljšanja krvnega obtoka in stanja kože ter proti erektilni disfunkciji.
Vendar pa obstajajo poročila o poškodbah jeter ali hepatotoksičnosti po zaužitju semen celinskega mahagonija v surovi obliki in surovih semen, zmletih in pakiranih v obliki kapsul. Resnost poškodbe jeter je različna. Obstajajo tudi poročila o posameznih primerih poškodbe ledvic in poliartralgije. V večini primerov se je delovanje jeter obnovilo po prenehanju uživanja. Natančen mehanizem teh neželenih učinkov trenutno ni znan.
Ti primeri, ki so se zgodili, so prva poročila o povezavi semen Swietenia Macrophylla s poškodbo jeter. To je lahko tudi posledica prevelikega odmerjanja in uživanja kontaminiranih surovih semen, ki niso bila nikoli temeljito raziskana. Na podlagi študij akutne peroralne toksičnosti semen Swietenia Macrophylla je uživanje pri ljudeh varno, če je odmerek manjši od 325 mg/kg telesne teže. Običajni odmerek, predpisan v malezijski ljudski medicini, je eno seme na dan.

## Populacijska genetika
Populacije mezoameriškega deževnega gozda kažejo višjo strukturo kot v Amazoniji.

## Splošna imena
Vrsta je znana tudi pod drugimi splošnimi imeni, vključno z bastard mahagony, širokolistni mahagonij, brazilski mahagonij, velikolistni mahagonij, pravi mahagonij, tropski ameriški mahagonij in med drugim nebeški sadež.
- Angleško - velikolistni mahagonij, velikolistni mahagonij, brazilski mahagonij
- francosko - acajou à grandes feuilles, acajou du Honduras
- Španščina - caoba, mara, mogno
- Malajalam - mahagonij
- tamilščina - thenkani (தேன்கனி)
- telugu – mahagani, peddakulamaghani
- Sinhalščina - mahagani (මහෝගනි)

- Drevo mahoganij
- Mlado drevo
- Mlado lubje
- Staro lubje in listi
- Plod z listi
- Vzorec lubja na mahagonijevem drevesu
- Seme celinskega mahagonija
- Les
- Zgodovinska razširjenost celinskega mahagonija od Mehike do jugovzhodne Amazonije po Lamb (1966). Martinez in drufi, 2008
- Revidirana zgodovinska razširjenost celinskega mahagonija v Južni Ameriki na podlagi strokovnih raziskav. Martinez in sod., 2008
- Zgodovinska razširjenost celinskega mahagonija v Mehiki in Srednji Ameriki. Calvo in drugi, 2000
- Zeleni listi postanejo rdeči
- Swietenia macrophylla